# Fagopyrum statice
Fagopyrum statice (H.Lév.) Gross – gatunek rośliny z rodziny rdestowatych (Polygonaceae Juss.). Występuje naturalnie w południowych Chinach – w prowincjach Junnan oraz Kuejczou. 

## Morfologia
PokrójRoślina jednoroczna dorastająca do 40–50 cm wysokości.
LiścieIch blaszka liściowa ma trójkątny lub owalny kształt. Mierzy 2–3 cm długości oraz 1,5–2,5 cm szerokości, o uciętej nasadzie i ostrym wierzchołku. Ogonek liściowy jest nagi i osiąga 2–4 cm długości. Gatka ma brązową barwę i jest błoniasta.
KwiatyZebrane w wiechy, rozwijają się w kątach pędów lub na ich szczytach. Listki okwiatu mają eliptyczny kształt i mierzą do 2 mm długości.
OwoceTrójboczne niełupki o jajowatym kształcie, osiągają 2–3 mm długości.

## Biologia i ekologia
Rośnie na łąkach oraz stokach. Występuje na wysokości od 1300 do 2200 m n.p.m. Kwitnie od lipca do października, natomiast owoce dojrzewają od sierpnia do listopada. 